# Пархатка
Пархатка (пол. Parchatka) — село в Польщі, у гміні Казімеж-Дольний Пулавського повіту Люблінського воєводства.
Населення — 505 осіб (2011).

## Демографія
Демографічна структура станом на 31 березня 2011 року:
|          | Загалом | Допрацездатний вік | Працездатний вік | Постпрацездатний вік |
| -------- | ------- | ------------------ | ---------------- | -------------------- |
| Чоловіки | 250     | 29                 | 179              | 42                   |
| Жінки    | 255     | 40                 | 138              | 77                   |
| Разом    | 505     | 69                 | 317              | 119                  |